# Ebbes kraftstation

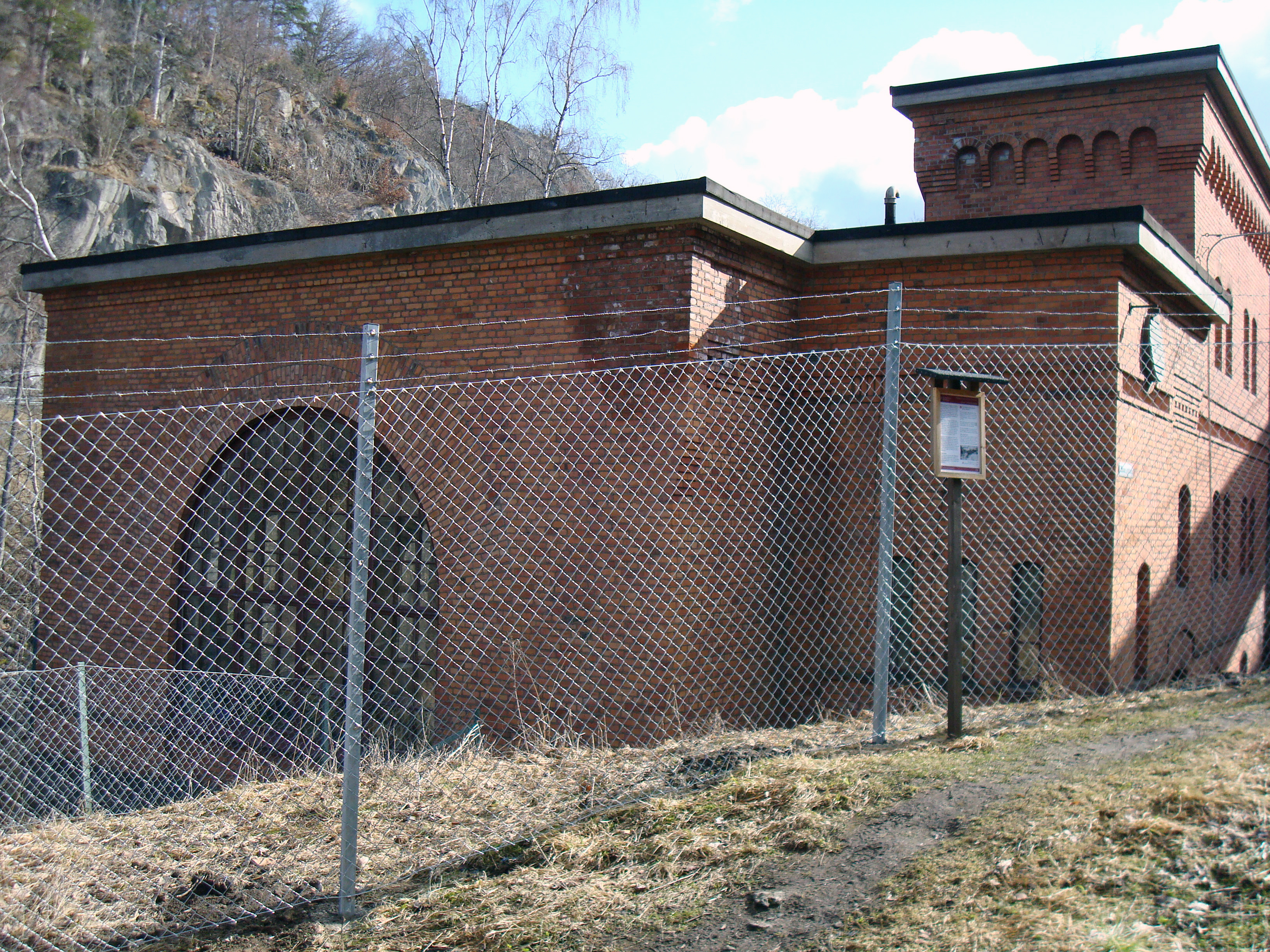
Ebbes kraftstation i april 2010.

Ebbes kraftstation, uppförd på fastigheten Stensholm 1:3 och adressen Vattenfallsvägen 10, är ett vattenkraftverk i Huskvarnafallen i Huskvarna. Kraftverket, som var i drift mellan 1906 och 1969, fungerade som energikälla åt pappersbruket Munksjö AB. Elektriciteten skickades genom en tolv kilometer lång 10 000-voltsledning från kraftverket till pappersbruket. För att klara distansen utan spänningsförluster kom ett för tiden nytt trefassystem till användning. 
År 1898 skrevs ett köpeavtal mellan Munksjö AB och Ebbes bruk, som innefattade vattenrätt, själva bruket, byggnader och markområdet. 1902 påbörjades byggarbetena med Elektriska AB AEG som byggansvarig. 1904 var kraftverket färdigbyggt och 1906 övergick det till Munksjö AB. Kraftverket hade den fjärde största utnyttjade fallhöjden i Sverige och turbinerna var de största som hade tillverkats i landet. När Oscar II besökte kraftverket 1905 var det Götalands största och ett av de största i hela Sverige.
År 1963 överläts äganderätten till kraftverket till Husqvarna Vapenfabrik, som byggde ett nytt kraftverk. På grund av det gamla kraftverkets placering i en ravin lät man det stå kvar och det är idag ett teknikmuseum som underhålls av Hakarps hembygdsförening. Maskinparken är i det närmaste orörd och har beskrivits som unik. Bebyggelsen är delvis kulturmärkt och kulturhistoriskt värdefull.

## Områdeshistoria
Ebbes kraftverk ligger vid Huskvarnafallen, ungefär 1,5 kilometer uppströms Huskvarnaån från Huskvarna räknat. Fallen har länge använts som energikälla för olika lokala verksamheter. Kvarnar och sågverk har drivits med hjälp av kraften, såväl som vattenhjul som har gett kraft åt vantmakerier, krutbruk, pappersbruk, en shoddyfabrik och en benstamp. Under 1600-talet användes kraften från fallen för att borra gevärspipor. Huskvarnafallen har använts av Husqvarna Vapenfabrik, Carlfors bruk, Ebbes bruk och Stensholms Fabrik. Vid 1800-talets slut, mestadels på 1890-talet, började vattenhjulen bytas ut mot turbiner och generatorer. Den 10 december 1891 elektrifierades Husqvarna. Stensholms fabrik använde elektricitet efter att ha byggts upp efter en ödeläggande brand 1889 och Carlfors bruk använde från starten 1898 kraft från eget vattenfall. Ebbes bruk började använda elektricitet före 1898, då det finns noterat i "Nya Dagligt Allehanda" att:
| ” | Bruket drives af tvenne turbiner, varav den ena lämnar kraft till blåsmaskinen och verkstaden, den andra för den elektriska belysningen som under dygnets mörka timmar sprider ljus i verkstäder och arbetslokaler. | „ |
| – | |   |

## Planering

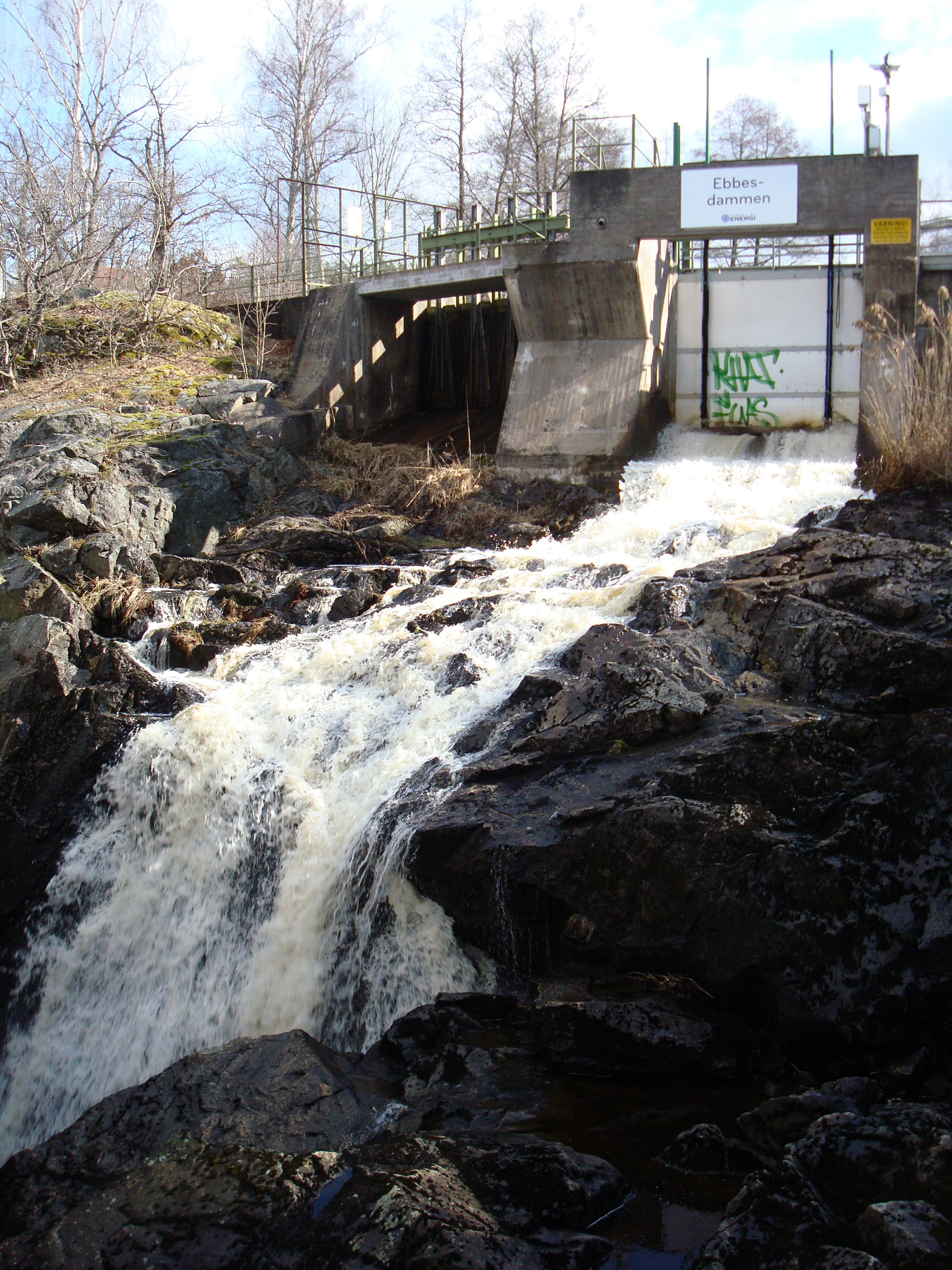
Ebbesdammen i Huskvarnafallen.

Kraftverket kom som ett resultat av införandet av trefassystemet under 1890-talet (se Hällsjöns kraftstation). I och med trefassystemet övervann man problemet med att transportera elektriciteten långa sträckor utan spänningsfall, och det blev därför möjligt för Munksjö AB att nyttja vattenkraften från Huskvarnafallet tolv kilometer bort. Därför beslöt företaget att förvärva Huskvarnafallet som plats för sitt kraftverk. 
Den första anteckningen från företaget om att förvärva platsen är från 1893. Under 1890-talets sista år förhandlade Munksjö med Ebbes bruks ägare och 1898 skrevs ett avtal om att undersöka möjligheterna för ett kraftverksbygge i Huskvarnaån. Avtalet slutfördes av Ebbes bruks brukspatron Carl Friedländer i oktober 1898, och köpet gällde från 1 januari 1899. Det innefattade vattenrätt, bruket, byggnader och markområdet, som var på 24 682 m2, och gick på 135 000 kronor. Det undertecknades av Munksjö bruks disponent Karl Hård af Segerstad. Före kraftverkets tillkomst hade Ebbes bruks verksamhet som bestod av bland annat tillverkning av kaminer, spisar och grytor drivits genom turbiner och el från egna generatorer. Dessa revs när kraftverket stod färdigt. I och med köpet lades närliggande industrier som Ebbes kvarn och Jutaholms shoddyfabrik och benstamp ned.
Ingenjören Gustaf Richert lade 1899 fram ett förslag på hur kraftverkets vattenbyggnad skulle utföras. Eftersom ingen lag fanns skriven vid den tiden om hur vattenrätter skulle skrivas var det häradsrätternas uppgift, och dessa ärenden tenderade att dra ut på tiden. I mars 1902 kunde man fastställa konstruktionsritningar. AEG konsulterades som byggansvariga till en summa av 420 000 kronor. Totalt kostade byggarbetet 800 000 kronor. Maskineriet skulle bestå av tre turbiner och tre generatorer på sammanlagt  1765 kW. Montörer och ingenjörer kom från AEG och Kristinehamns Mekaniska Werkstad, vilka även levererade turbinerna. Kraftverkets fallhöjd var 43 meter och Huskvarnaåns vattenföring låg på tre kubikmeter i sekunden under nio månader av året. Luftledningar på 10 000 volt, som drogs genom Huskvarnas södra delar över stadens järnväg, skulle föra kraften till Munksjö.

## Byggarbeten

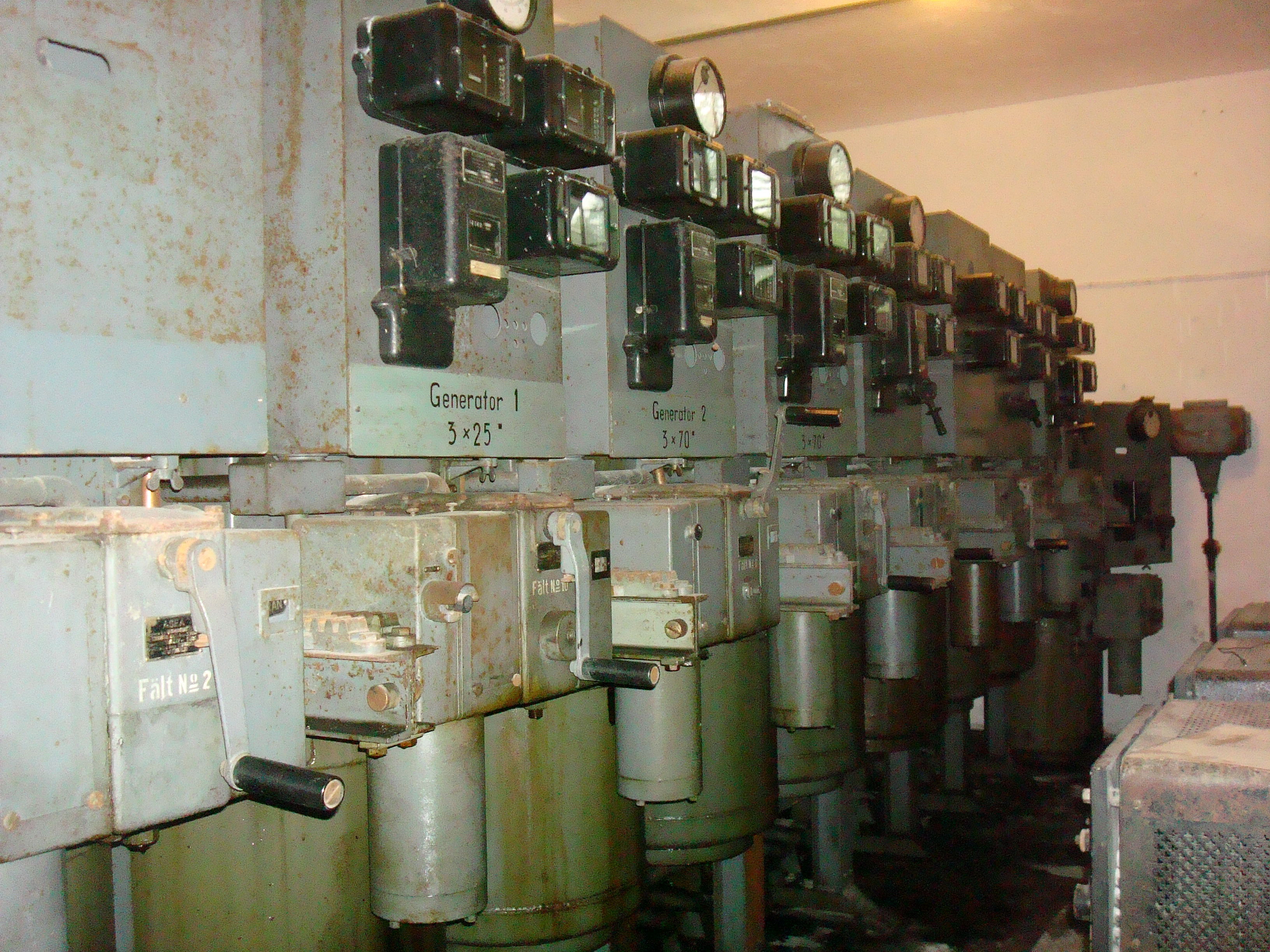
Ett ställverk i kraftverket. Enligt tillverkningsskylten är det tillverkat av ASEA år 1946, med en driftspänning på 11 000 volt, 600 Amperes märkström och en brytförmåga på 7 000 Ampere vid 11 000 volt.

För kraftverkets vattenförsörjning sprängdes en tunnel genom berget bredvid kraftverket, och dammbyggnad uppfördes. Tunneln blev 320 meter lång med en fri höjd på 2,5 meter, vilket gjorde den till Sveriges då längsta bergstunnel för vattentransport. En plåttub anslöts till en svallbassäng, som lutade ner mot turbinerna. Arbetet fortgick inte utan problem. I Smålands Folkblad finns noterat den 14 februari 1903 att bergsprängarna inte hade fått någon lön på två månader. Ett 30-tal bergsprängare strejkade men de misslyckades och fick återgå till arbetet utan löneutbetalning eller lönehöjning. Man bytte ut truppen bergsprängare mot utländska arbetare och polis skulle biträda kronobetjäningen och upprätthålla ordning. Sprängningen och byggandet utfördes av personer från många olika nationaliteter och polismän höll vakt vid arbetarbarackerna. Ytterligare en strejk inträffade i april samma år. Denna gång lär en lönehöjning ha beviljats.
År 1904, efter att kraftverket slutligen färdigställts, provkörde man turbinerna. Den 19 februari havererade en av turbinerna och man var tvungen att linda om generatorerna. I augusti kunde driften återigen komma igång. Den 26 september skrev Jönköpingsposten om att Tekniska Föreningen besökte kraftverket. Då gick två av verkets tre stora turbiner. 
Två dynamomaskiner levererade likström till Ebbes bruk och till elförsörjningen av själva kraftverket, samt till fältmagnetiseringen av trefasgeneratorerna, som i sin tur alstrade växelström att skickas ut i kraftledningarna. 1905 besökte Oscar II kraftverket, som då var Götalands största kraftverk och ett av de största i Sverige. Kraftverket utnyttjade den fjärde största fallhöjden i Sverige, och turbinerna var de största svensktillverkade spiralskåpsturbinerna. Effekten var 1730 kW. 1906 övergick kraftverket i Munksjö AB:s ägo.

## Verkets funktion
Till produktionen av trefasväxelström från Huskvarnaåns vattenkraft fanns i verket olika tekniska anordningar. Vattnet leddes först från en damm via en tub till kraftverkets vattenturbin. Kraftverket hade tre Francisturbiner om 552 kW vardera, tillverkade av Karlstads Mekaniska Werkstad. Varvtalet var 8,3 varv per sekund (500 rpm). Varvtalet reglerades med en hydraulisk pendelregulator, som blev installerad i kraftverket 1916.
Bengt Spade, ingenjör, skriver i en uppsats: "På grund av den ansenliga fallhöjden utfördes dessa med spiralformad vattentillförsel. De stora snäckliknande turbinskåpen är gjutna i tre delar, ett förfarande som än idag måste betraktas som kvalificerat ur gjuterisynpunkt med tanke på svårigheten att åstadkomma ett trycktätt gods med de stora gjutkärnor som använts. Vid leveransen 1903 var turbinerna troligtvis de största spiralturbiner som tillverkats i landet."
Turbinerna drev likströmsgeneratorer tillika magnetiseringsmaskiner på 31 kW  som reglerades manuellt med rattar. De försåg trefasgeneratorerna med likström till magnetisering samt ström till belysning i maskinhuset. En del av likströmmen gick även till det närliggande Ebbes bruk. Det fanns två generatorer på 44 kW  vardera, varav en var igång och en var reservmaskin. I trefasgeneratorerna alstrades växelström som skickades ut på en kraftledning. Det var en 10 500 volts dubbel högspänningslinje med en längd av 11 500 meter som drogs till Munksjö pappersbruk, där nedtransformering till 550 volt ägde rum. Linjen gick via Öxnehaga, Lönneberg och Strömsberg samt över den södra delen av Munksjön.
I anläggningen fanns även en förbiledningsventil, som var kopplad så att den i nödlägen öppnade och lät vattnet rusa förbi turbinerna och ut i ån. Ventilen fungerade så att den efter ett nödutsläpp återigen stängde, dock så långsamt att ingen skadlig tryckförändring uppstod. Även den kom från Karlstads Mekaniska Werkstads Kristinehamnsverkstaden och monterades i Ebbes kraftstation 1940.

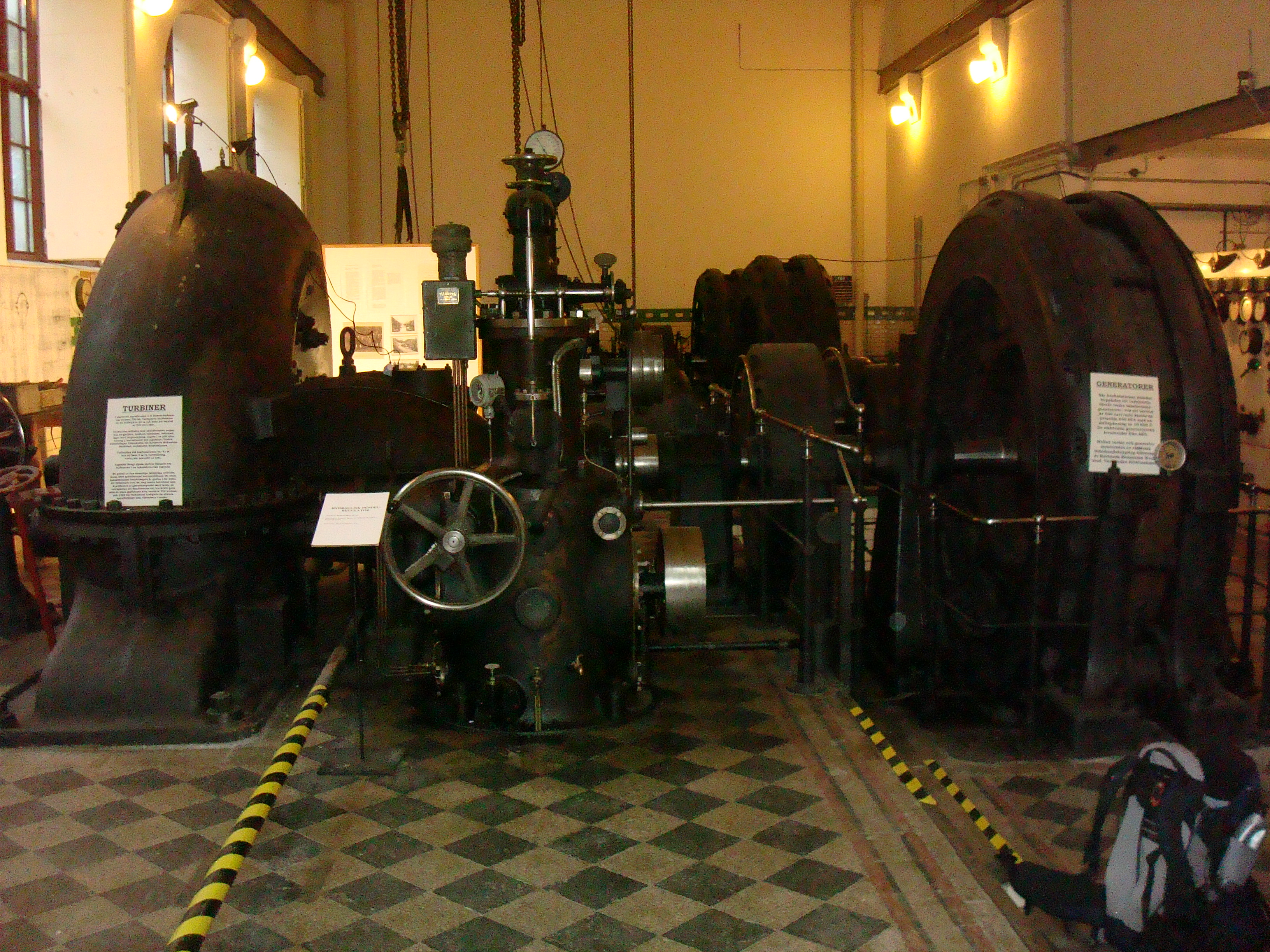
Från vänster: en turbin med varvtalregulator och på axeln en tryckutjämnare som skyddar trefasgeneratorn längst till höger.
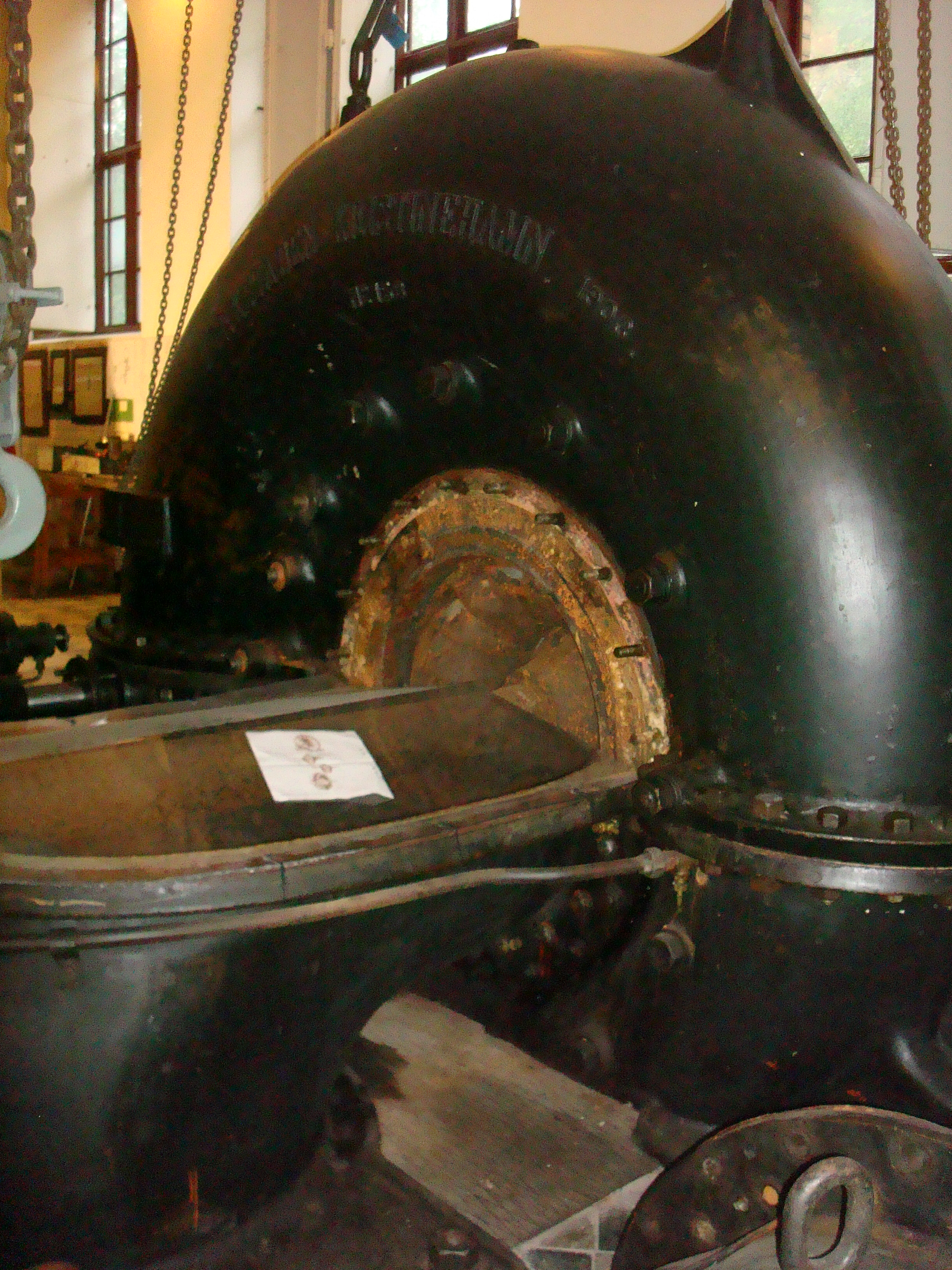
En av tre Francisturbiner
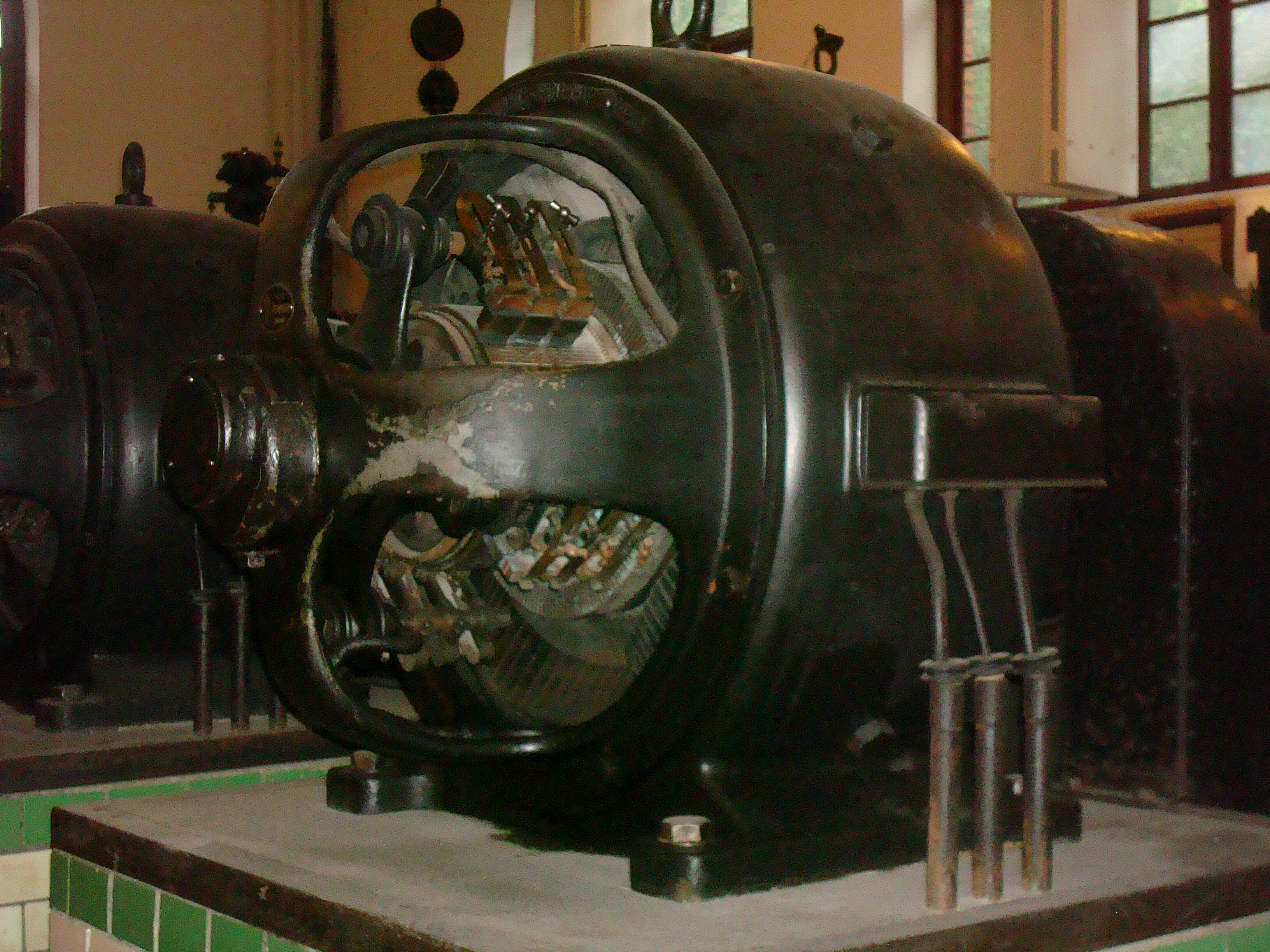
En av likströmsgeneratorerna
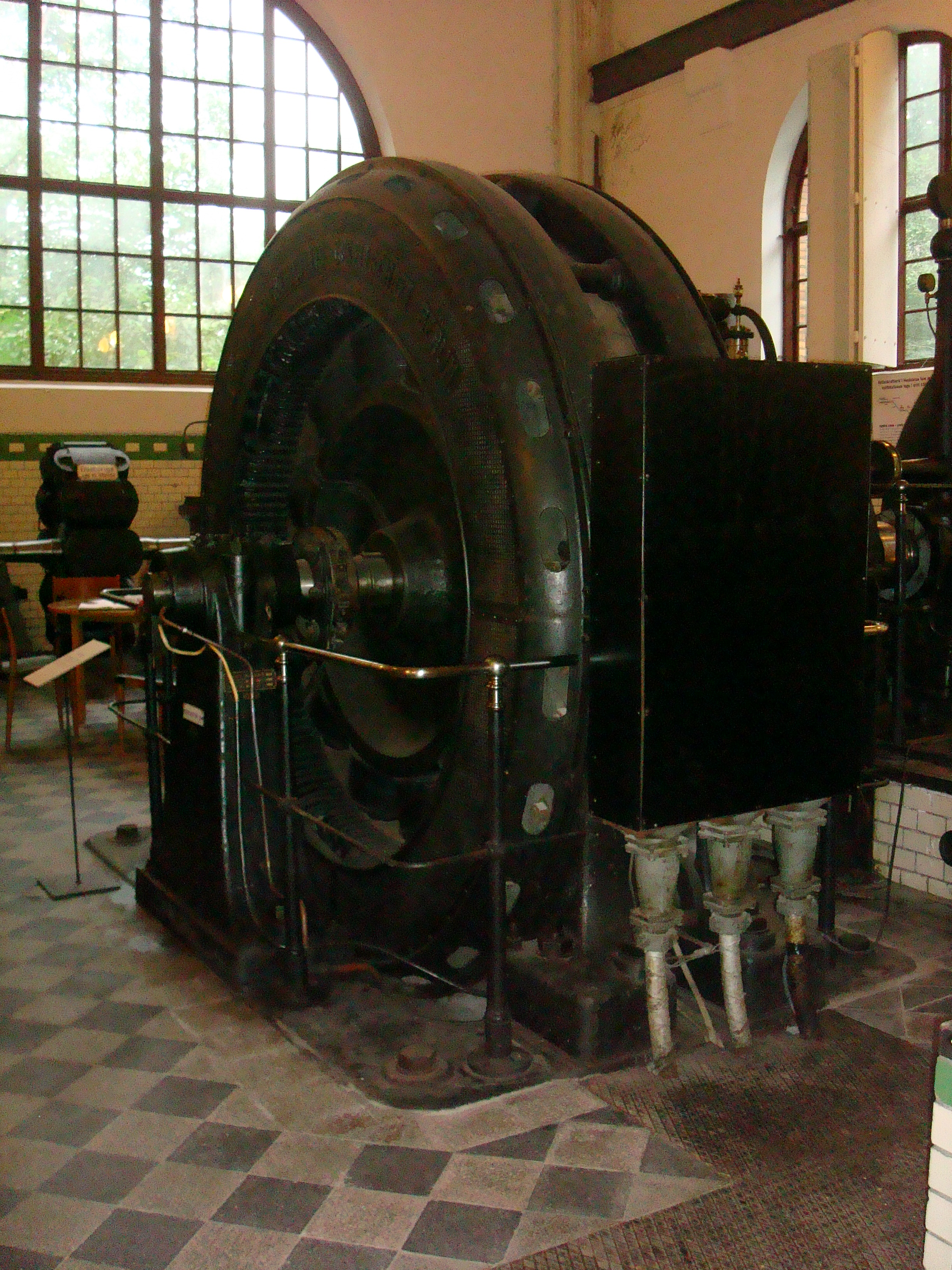
Trefasgeneratorn
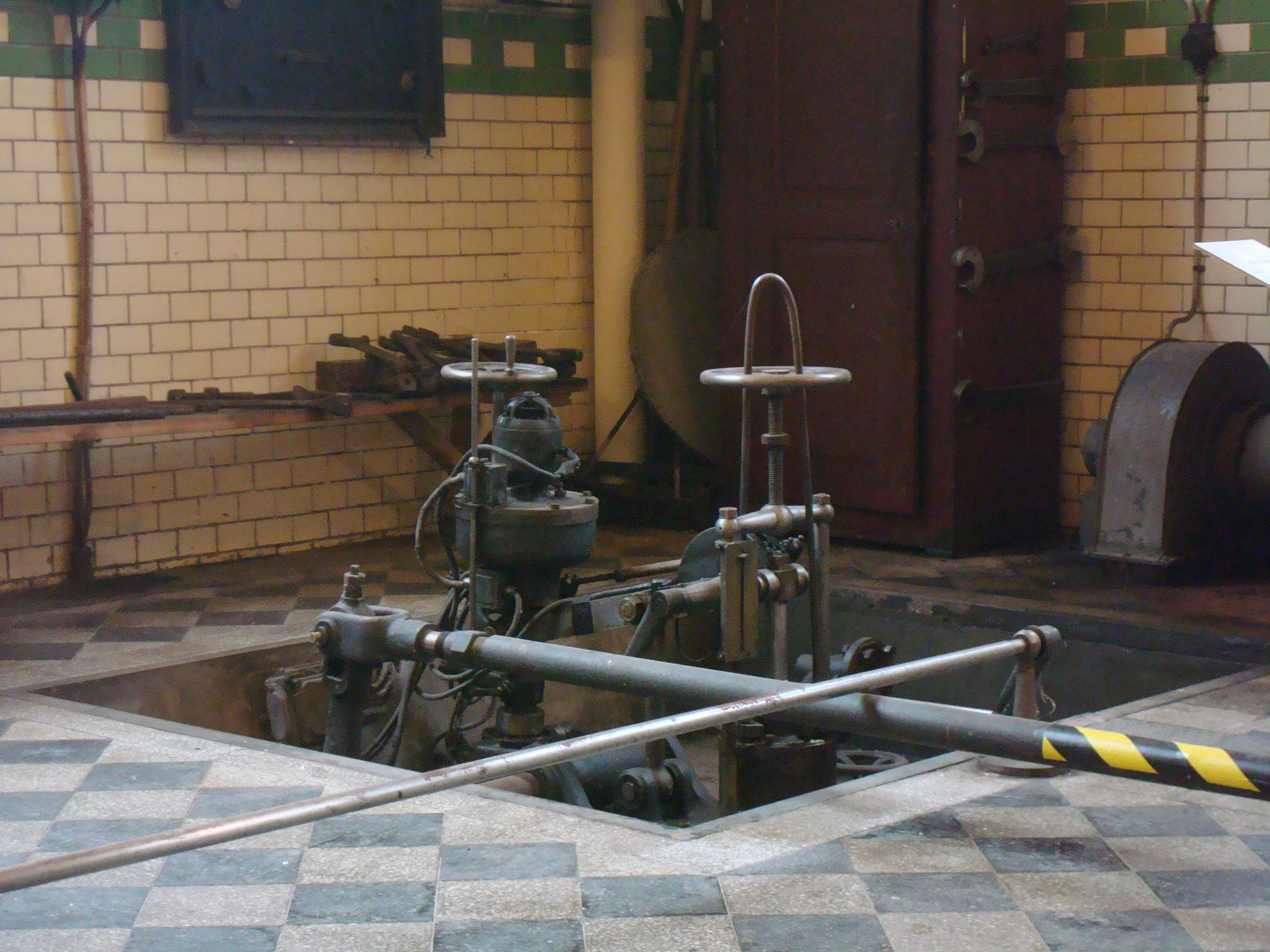
Förbiledningsventilen

## Arkitektur
Kraftverket byggdes efter ritningar av arkitekt Ernst Stenhammar. Han gestaltade husets fasader med rött tegel som hade mönstermurade horisontella band och andra dekorativa tegelbehandlingar. Fönstren utfördes rundbågiga och grönmålade.
Ursprungligen fanns trappstegsgavel, sadeltak och ljusa, lodräta, rektangulära blinderingar (blindfönster). Interiört märks väggar beklädda med kakel och golv av mönsterlagda gröna och vita keramikplattor. Den sydvästra fasaden försågs med ett torn från vilken kraftledningarna gick. Denna utbyggnad blev tre våningar hög och byggdes förmodligen till 1914. Taket var ett papptäckt trätak som bars upp av takstolar av profiljärn.
År 1946 byggdes en transformatorbyggnad och en splitterskyddsmur till vid det södra hörnet. 
Vid nästa ombyggnad 1947 togs sadeltaket och trappstegsgavlarna bort. Trätaket ersattes av ett betongtak. Ytterväggarna försågs med en meter tjock mur. Byggnaden gavs ett mer funktionalistiskt utseende med platt tak. Vid denna renovering försvann även utledningstornet och de ljusa blinderingarna. Idag har byggnaden en underbyggnad av sten och betong.
| ”                                                           | Då byggnaden är utsatt för smärre vibrationer från kraftmaskinerna har innertaket med tiden börjat lossnat från sin upphängning, vilket mer och mer givit sig till känna. I febr månad detta år byggdes därför ett provisoriskt skyddstak av trä för förhindrande av olycksfall från det eventuellt nedrasande innertaket. | „ |
| – Bilaga till ansökan om byggnadstillstånd den 14 maj 1947. | |   |

## Drift

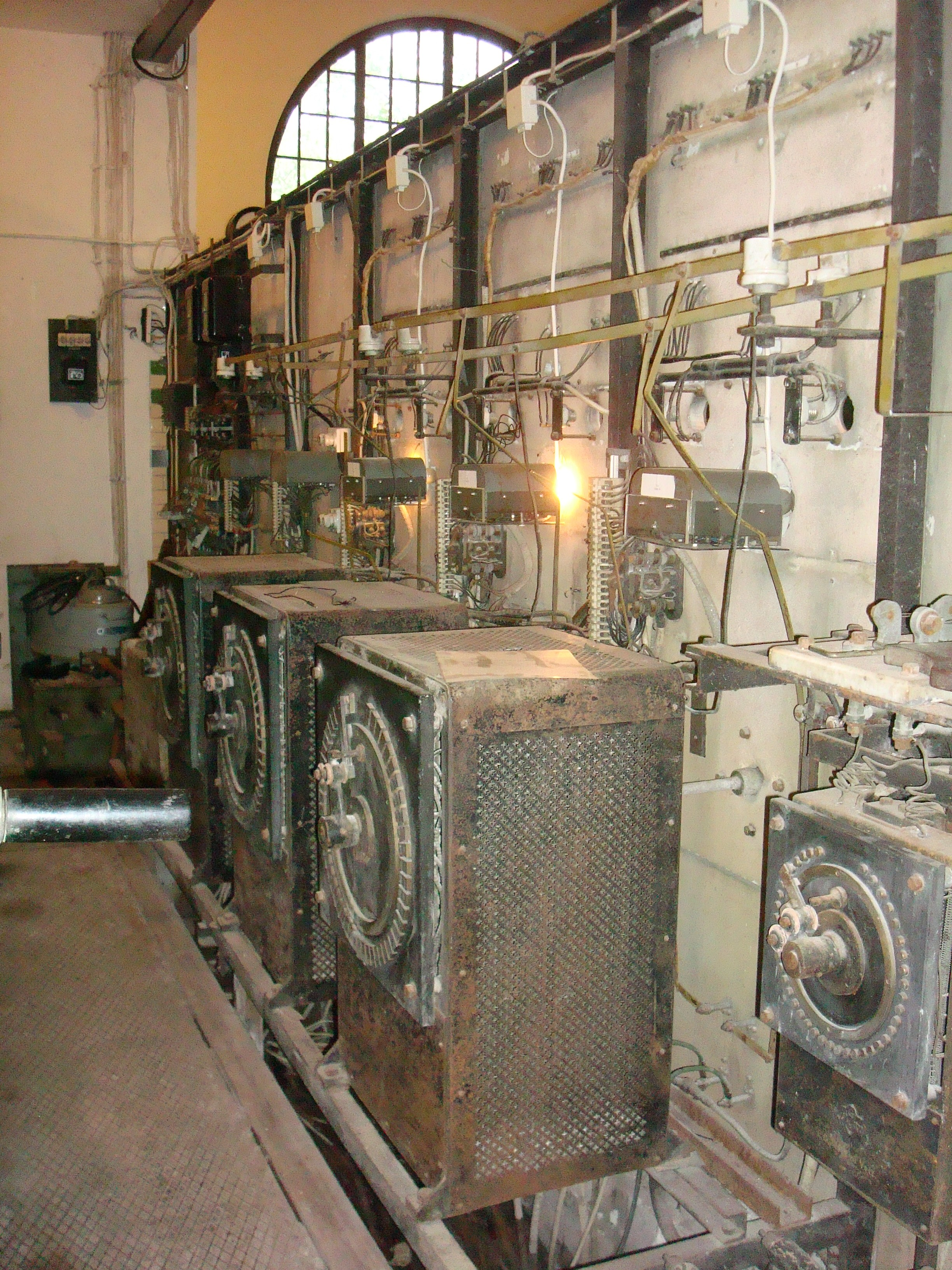
Kontrollrummet.

När verket väl var igång visade det sig motsvara ställda förväntningar. Driften bedrevs dygnet runt och varje skift, om tolv timmar, drevs av två personer. Det ena paret var Alfred Hultman och Gustav Stålbom, det andra Johan Emil Lago, som efter sin död 1913 efterträddes av Gustav Hultman, och Karl Tolf. Ny förman efter Nordholm blev August Nohlqvist.
År 1919 infördes lagen om åtta timmars arbetsdag och då infördes treskift om åtta timmar. Därför anställdes två maskinister, Bror Karlsson och Evert Väinölä. Senare kom maskinutrustningen att moderniseras så pass att enbart en person behövdes per skift. För skydd mot sabotage eller flyganfall under andra världskriget byggdes omkring 1940 en vaktkur.
I samband med ombyggnaden 1947 fick verket ett upprustat ventilationssystem som effektiviserade driften. Då hade även effekten utökats från 1770 till 2100 kW. 1950 ersattes luftledningen med en jordkabel. Kvar finns dock än idag en kraftledningsgata som visar var ledningen gick. Ett problem vintertid var att dammanläggningen kunde täppas till av is vid tunnelöppningens galler. Det krävdes att man rensade upp detta med en kratta, vilket var ansträngande vid kallt väder. 1955 höjdes dammfästet, vilket förhindrade isbildningen.
Till kraftverket hörde två personalbostäder som låg strax ovanför, vid korsningen mellan Ebbesvägen och Friedländers väg samt vid korsningen mellan Friedländers väg och Kvarnvägen. Det ena huset beboddes av tre maskinistfamiljer och det andra köptes upp av Munksjö AB på 1940-talet. Där bodde förmannen. En lägenhet hyrdes ut. Dessa personalbostäder hade låga hyror och fick som personalförmån gratis elektricitet från kraftverket.

## Arbetsförhållanden
Arbetsförhållandena i kraftverket lämnade stundvis mycket att önska. Maskinhallen frångav ett starkt buller, och man hade inte tillgång till hörselskyddskåpor. Maskinisterna använde sig av öronproppar för att undvika hörselskador. Detta medförde att det var ytterst svårt att kommunicera arbetare emellan, och telefonen var försedd med en siren för att överrösta maskinerna.
Först under 1960-talet försågs kraftverket med dricksvatten. Innan dess fick arbetarna själva ta med vatten, vilket å andra sidan gav en höjd lön med hundra kronor/månad. Arbetarna klagade mycket på situationen, och lyckades på 1960-talet övertala Husqvarna Vapen att dra in vatten. Strax innan Husqvarna Vapen tog över kraftverket från Munksjö AB installerades en elplatta. Den ersatte en butelj som var nedsänkt i en vattenfylld elektrisk kokgryta.
Personalen fick införskaffa och underhålla sina egna arbetskläder, till skillnad från Husqvarna Vapens anställda. Kraftverkspersonalen hade tillgång till en enda overall, tillhandahållen av Husqvarna Vapen. Den användes av den som skulle rengöra maskinerna. Arbetet som maskinist på kraftverket var självständigt och personalen fick själva planera sina arbetsdagar i stort, förutom att de då och då var tvungna att åtgärda vissa återkommande moment. Arbetet var ensamt, på grund av den avlägsna placeringen av kraftverket, och lönerna var låga.

## Olyckor
Den 5 oktober 1902 drunknade en 16-årig flicka efter att ha halkat på en spång vid dammens byggarbetsplats. Den 3 juli 1903 drunknade en Adolf Fredrik Qvarfort, då 30 år gammal, i Ebbes damm. Han ligger begravd på Hakarps kyrkas gravplats. Den 19 februari 1904 havererade en av turbinerna i kraftverket och vatten forsade in i maskinrummet. Källorna berättar inte exakt vad som gick snett men turbinmanteln slets sönder och metallbitar flög iväg. Förmannen Johan Amandus Nordholm påträffades död, 35 år gammal, efter att ha fått en bit av turbinmanteln i huvudet och ett metallstycke i halsen. Han avled ögonblickligen. Vattnet åstadkom stora skador och man var tvungen att linda om generatorerna. Övriga 10–12 personer som befann sig i rummet lyckades rädda sig. En person kastades ut genom ett fönster av vattenmassan men överlevde.
Den 9 februari 1940 drabbades Ebbes bruk av en förödande brand som lade bruket i ruiner. Branden hotade även kraftverket, som dock räddades genom att begjutas med vatten.

## Överlåtelse, nybyggnad och nedläggning
År 1960 visade Husqvarna Vapenfabrik intresse för att ta över kraftverket och 1963 överläts äganderätten för kraftverket till Husqvarna Vapenfabrik, eftersom den inte längre kunde försörja Munksjös pappersbruk. I köpet ingick dammanläggning, fastigheter, ledningar och övrigt som tillhörde anläggningen. 
Husqvarna uppförde 1968 en ny kraftanläggning för att utnyttja hela fallhöjden på 116 meter. Bergstunneln fick en takhöjd på 5 meter, vilket gav ett vattengenomsläpp på 16 kubikmeter per sekund, mot sju i den gamla anläggningen.  1969 provkördes den nya kraftanläggningen under ledning av ingenjör Lennart Finn. 
Under 65 år hade Ebbes gamla kraftverk givit Munksjö AB kraft och ljus, vilket bidrog till den industriella utvecklingen i närområdet och gav en fast inkomst åt många människor. Byggarbetet för det nya verket var en stor arbetskälla för Ebbes samhälle. Därmed övergavs Ebbes gamla kraftverk. Eftersom den låg så besvärligt till i en bergsravin, lät man byggnaderna stå kvar, och de övergick i Jönköpings kommuns och Huskvarnaåns Kraft AB:s ägo. Kraftledningarna monterades ned och vattentuben kopplades istället till Husqvarnas nya kraftverk, vilket gjorde Ebbes kraftstations maskiner okörbara, även om de fortfarande är funktionsdugliga. Idag är det det kommunala bolaget Jönköping Energi, som utvinner energi i Huskvarnaån.

## Kraftverket idag
Kraftverket är idag bevarat som ett tekniskt museum, som förvärvats av Hakarps hembygdsförening. Byggnaden står kvar som ett industrihistoriskt minnesmärke och visas som ett museum för grupper och olika personer. Den antika vattenkraftsanläggningen är en av få av sitt slag och har beskrivits som unik. Inventarierna ses både som en av Sveriges och världens äldsta och mest oförändrade av den första generationens storkraftverk. Tekniskt sett ses Ebbes kraftstation som en pionjär inom storskaliga vattenkraftverk som under påföljande decennier var en grundval för den svenska energiförsörjningen. Ebbes kraftstation har aldrig genomgått en större modernisering och har i stort sett samma maskineri som det fanns vid 1900-talets början. Maskinerna står lättillgängliga i maskinhallen. Delar av bebyggelsen är kulturmärkt och är kulturhistoriskt värdefull.
Det föreslogs som en åtgärd för att bevara byggnaden att den skulle ingå i en "kulturhistorisk industriled i Huskvarna" med Smedbyn, Ebbes bruk och Husqvarna Vapenfabrik vid en dokumentation 1987, och vid Fallens dag i Huskvarna brukar kraftverket ha öppet tillsammans med dessa.